# Begegnung im Morgengrauen
Begegnung im Morgengrauen (englischer Originaltitel Encounter in the Dawn, später Encounter at Dawn) ist eine Science-Fiction-Kurzgeschichte des britischen Schriftstellers Arthur C. Clarke, die er 1953 veröffentlichte. Zusammen mit der ebenfalls von ihm stammenden Geschichte The Sentinel von 1948 bildete Encounter in the Dawn eine der literarischen Vorlagen für den 1968 erschienenen bahnbrechenden und stilbildenden Science-Fiction-Film 2001: Odyssee im Weltraum (2001: A Space Odyssey) des US-amerikanischen Filmemachers Stanley Kubrick, der gemeinsam mit Clarke das Drehbuch für den Film schrieb.

## Inhalt
Ein kleines Raumschiff mit den vier Besatzungsmitgliedern Captain Altman, Bertrond, Clindar und einem namenlosen Roboter landet auf einem erdähnlichen Planeten. Die Besatzung soll dort nach Leben suchen, während das Mutterschiff in der Umlaufbahn bleibt. Aus Sicherheitsgründen wird zunächst nur der mit Kameras ausgestattete Roboter vorgeschickt, während die drei menschlichen Besatzmitglieder im Raumschiff bleiben und den Roboter fernsteuern. Während sich der Roboter auf einen Wald zu bewegt, fliegen Vögel durch die Luft, der Wald selbst wimmelt von kleineren Lebewesen. Der Roboter tritt auf eine Lichtung, in deren Mitte sich ein von einem Palisadenzaun umgebenes primitives Hüttendorf befindet. Die humanoiden Dorfbewohner gehen ihren Beschäftigungen nach. Ungläubig starren die drei Astronauten zunächst auf den Bildschirm, auf den die Kamera des Roboters alles überträgt, dann bemerkt Clindar: „It might be our own planet, a hundred thousand years ago. I feel as if I've gone back in time.“ (Das könnte unser eigener Planet, von vor ein paar hunderttausend Jahren sein. Ich habe das Gefühl, als sei ich in der Zeit zurück gereist.).
Nachdem drei Tage später die Ergebnisse biologischer Tests ergeben haben, dass der Planet risikofrei und ohne Sauerstoffgerät betreten werden kann, geht Bertrond, begleitet von dem Roboter als erster von Bord. Weitere vier Tage später folgen die beiden anderen. In dieser ganzen Zeit beobachten sie die Bewohner des Planeten ohne sich ihnen zu zeigen. Der Roboter bleibt ebenfalls im Verborgenen und filmt alles. Während der Zeit auf dem Planeten erhalten die Raumfahrer immer beunruhigendere Nachrichten von der Erde, denn dort droht ein internationaler Konflikt zu eskalieren.
Um schließlich in Kontakt zu den Bewohnern zu treten, hat Bertrond einen von diesen wenig frequentierten Weg ausgesucht, auf dem die Bewohner täglich zur Jagd gehen. Dort wartet er. Als „Gastgeschenk“ hat er ein Stück Wild, das der Roboter erlegt hat. Bald darauf erscheint ein Bewohner, mit einem Speer in der Hand, offensichtlich auf dem Weg zur Jagd. Als er Bertrond bemerkt, geht er ohne Argwohn auf ihn zu. Bertrond überreicht ihm das erlegte Tier. Der Bewohner nimmt es ohne zu zögern an und kehrt ruhig zu seinem Dorf zurück. Das war die erste Begegnung zwischen Raumfahrer und Ureinwohnern.
Diese Szene wiederholt sich nun jeden Morgen: Das vom Roboter erlegte Wild wird von Bertrond an „Yann“, so scheint der Bewohner zu heißen, übergeben. Zu allen Treffen kommt er jedes Mal allein, seiner Sippe scheint er nichts von der Begegnung mit dem Unbekannten erzählt zu haben. Es bleibt unklar, was seine Beweggründe dafür sind. Es gelingt Bertrond, mit Yann zu kommunizieren. Die Raumfahrer überlegen, was der nächste Schritt sein könnte: Yann zum Raumschiff zu bringen – den Roboter hatte er in der Zwischenzeit bereits kennen gelernt und erfahren, dass dieser das Wild erlegt hatte – oder doch zuerst in Yanns Dorf zu gehen.
Bei Sonnenuntergang hört Yann die ihm vertraute metallische Stimme des Roboters, der aus dem Dschungel nach ihm ruft. Im selben Moment verstummen alle Dorfbewohner, nichts rührt sich. Alle Augen wenden sich Yann zu, der seinen Speer ergreift und – trotz einsetzender Dunkelheit – das Dorf Richtung Dschungel verlässt, wo er bald auf den Roboter trifft. Beide gehen zusammen eine Weile, bis sie am Ufer eines Flusses auf Bertrond stoßen, der den Roboter wegschickt. Als Yann allein neben Bertrond steht, spürt er plötzlich erste Anzeichen einer selbstlosen, völlig irrationalen Hingabe an diesen. Ein Gefühl, das Yann und seine Sippe bis da hin noch nie gefühlt hatten. Beide Männer stehen am Flussufer, der eine in einer Uniform, die mit allerlei Technologien ausgestattet ist, der andere in Tierhaut gekleidet und mit einem Speer mit einer Spitze aus Feuerstein bewaffnet. Zwischen ihnen liegen 10.000 Generationen.
Bertrond beginnt hektisch zu sprechen und erzählt Yann, dass er angesichts der dramatischen Entwicklungen auf der Erde zusammen mit Altman und Clindar zurückkehren müsse und so keine Zeit habe, ihm und seiner Sippe zu helfen, sich aus der Barbarei zu befreien. Stattdessen würde er ihm einige Werkzeuge mitgeben, die ihm und den Seinen einen erheblichen Überlebensvorteil gegenüber den anderen Bewohnern verschaffen würden, darunter eine Klinge und eine Taschenlampe.
Schließlich erscheint fast geräuschlos das Raumschiff, landet, ein Lichtspalt öffnet sich, Bertrond steigt ein und verlässt den Planeten. Yann sieht ihm nach, bis es verschwunden ist. Er weiß instinktiv, dass die Götter jetzt weg sind und dass sie nie wieder zurückkommen werden.

## Rezeption
Der erste Abschnitt von Kubricks Film 2001: Odyssee im Weltraum trägt im Original den Titel The Dawn of Man, in der deutschsprachigen Version Der Morgen der Menschheit, wörtlich übersetzt Das Morgengrauen des Menschen oder Das Morgengrauen der Menschheit.

„«Engel»/Götter mit einem großen Maß an Beteiligung in der Menschheitsgeschichte sind die aliens etwa in Arthur C. Clarkes «2001» (und in dem Film von Stanley Kubrick), auch wenn sie manifest gar nicht in Erscheinung treten …“

## Ausgaben

### Englische Original-Ausgaben (Auswahl)
Encounter in the Dawn wurde zuerst 1953 in der Juni/Juli-Ausgabe des US-Science-Fiction-Magazins Amazing Stories veröffentlicht, gefolgt im selben Jahr von der Veröffentlichung in der Anthologie Expedition to Earth (Expedition zur Erde), deutscher Titel Verbannt in die Zukunft, wo die Geschichte als eine von elf Kurzgeschichten unter dem Titel Expedition to Earth, bzw. Begegnung im Morgengrauen abgedruckt wurde.

### Deutsche Übersetzung
- 1960: Begegnung im Morgengrauen in dem Sammelband Verbannt in die Zukunft, Übersetzer: Tony Westermayr, Goldmanns Zukunftsromane.[1]